# Mandrill (comics)
Cet article concerne le personnage de comics. Pour le singe, voir Mandrillus sphinx.
Le Mandrill est un super-vilain créé par Marvel Comics. Il est apparu pour la première fois dans Shanna the She-Devil #4, en 1973.

## Origine
Le scientifique Frederick Beechman travaillait dans une centrale nucléaire quand un accident provoqua une explosion, déclenchant une mutation dans son organisme.
Tandis que la maîtresse de Beechman - une femme de ménage - donnait naissance à une petite fille albinos, sa femme mettait au monde un bébé hirsute, prénommé Jérôme. Les deux enfants furent persécutés pendant leur adolescence et tous deux voient les États-Unis comme un pays d'oppression. À 10 ans, Nekra fugua. Elle rencontra Jérôme, abandonné dans le désert par son père. Elle lui offrit de l'eau et les deux enfants devinrent amis. Ils vécurent comme des nomades, s'éduquant seuls avec des livres volés dans des écoles.
Six ans plus tard, dans une petite ville du Missouri, ils furent attaqués par des jeunes armés. Les pouvoirs de Nekra attisés par sa haine se manifestèrent et elle tua les agresseurs sans aucune pitié. Quand Jérôme Beechman muta à son tour, devenant le Mandrill, ils décidèrent de fonder un culte en Afrique, avec une armée de fidèles : Jérôme tenait le rôle du dieu et Nekra celui de sa grande prêtresse. Mais ils se heurtèrent à Shanna la diablesse. Dans leur fuite, vindicatifs, le Mandrill et Nekra tuèrent le père de la jeune aventurière.
Ils se retrouvèrent et formèrent le Spectre Noir, un groupe terroriste visant à renverser le gouvernement des États-Unis pour instaurer un empire de haine. Désormais fortunés, ils se lancèrent dans la fausse monnaie, dont ils inondèrent les rues de New York. Le Spectre Noir fut vite confronté à Daredevil, le Scarabée, la Veuve Noire et à La Chose. La Veuve Noire fut capturée et envoûtée par Mandrill. Aidés du mercenaire le Samouraï d'argent, ils coupèrent le réseau de télécommunication des États-Unis et menacèrent le gouvernement de représailles nucléaires. Finalement, ils furent vaincus par les héros sur la pelouse de la Maison-Blanche et seul le Mandrill réussit à s'enfuir.
Le Mandrill refit surface à la tête d'un groupe paramilitaire constitué de femmes, dénommé Fem-Force, mais ses plans furent déjoués par les Défenseurs. Il chercha à retrouver ses parents. Sa mère l'attaqua en lui tirant dessus et il disparut, blessé physiquement et moralement.
Quand il apprit que Nekra avait été sacrifiée par le Moissonneur, il voulut se venger mais fut laissé pour mort. Incarcéré dans la Fourmillière du docteur Hank Pym, il tenta de s'évader mais Miss Hulk le stoppa. Transféré au Raft, il profita de l'intrusion d'Electro pour s'échapper avec de nombreux autres super-criminels.
On le revit ensuite prisonnier d'Alyosha Kravinoff, le fils de Kraven le chasseur, sur un bateau transformé en ménagerie. Quand les prisonniers réussirent enfin à se libérer, il affronta le Punisher qui lui creva un œil avec une corne de l'Homme-taureau.
Il fit ensuite partie de l'organisation criminelle montée par The Hood. Il fut vaincu par le Docteur Strange, allié aux Vengeurs.

## Pouvoirs
- Bleechman a un aspect simiesque, d'où vient d'ailleurs son nom. Sa force, son agilité, et son sens de l'équilibre rivalisent avec ceux d'un gorille. C'est un combattant très doué au corps à corps. Il est aussi très intelligent et bon stratège.
- Il secrète des phéromones qui attirent les femmes et les assujettissent. Les femmes possédant une forte volonté peuvent toutefois résister à leurs effets.

## Apparitions dans d'autres médias
Sauf indication contraire, les informations mentionnées dans cette section peuvent être confirmées par la base de données cinématographiques IMDb,  présente dans la section « Liens externes ».

### Télévision
- 2010-2012 : Avengers : L'Equipe des super-héros (série d'animation)